# Glandă bulbouretrală (Cowper)
Glanda bulbouretrală sau glanda Cowper (numită în numele anatomistului englez William Cowper) este una dintre cele două glande exocrine mici din sistemul de genital al multor mamifere masculine (dintre toate animalele domesticite, acestea sunt absente doar la câini). Sunt omologe cu glandele lui Bartholin la femeie. Glandele bulboureterale sunt responsabile pentru producerea unui fluid ce apare înainte de ejaculare (preejaculant) numit fluid Cowper, care este secretat în timpul excitării sexuale, neutralizând aciditatea pereților uretrei în pregătirea pentru trecerea spermei.

## Localizare
Glandele bulbouretrale sunt situate posterior și lateral față de porțiunea membranoasă a uretrei, la baza penisului, între cele două straturi ale fasciei diafragmei urogenitale, în punga perineală profundă. Acestea sunt închise de fibre transversale ale mușchiului sfincterului uretrei membranoase.

## Anatomie

Disecția prostatei care prezintă glandele bulbouretrale din fibrele sfincterului uretral extern chiar sub prostată

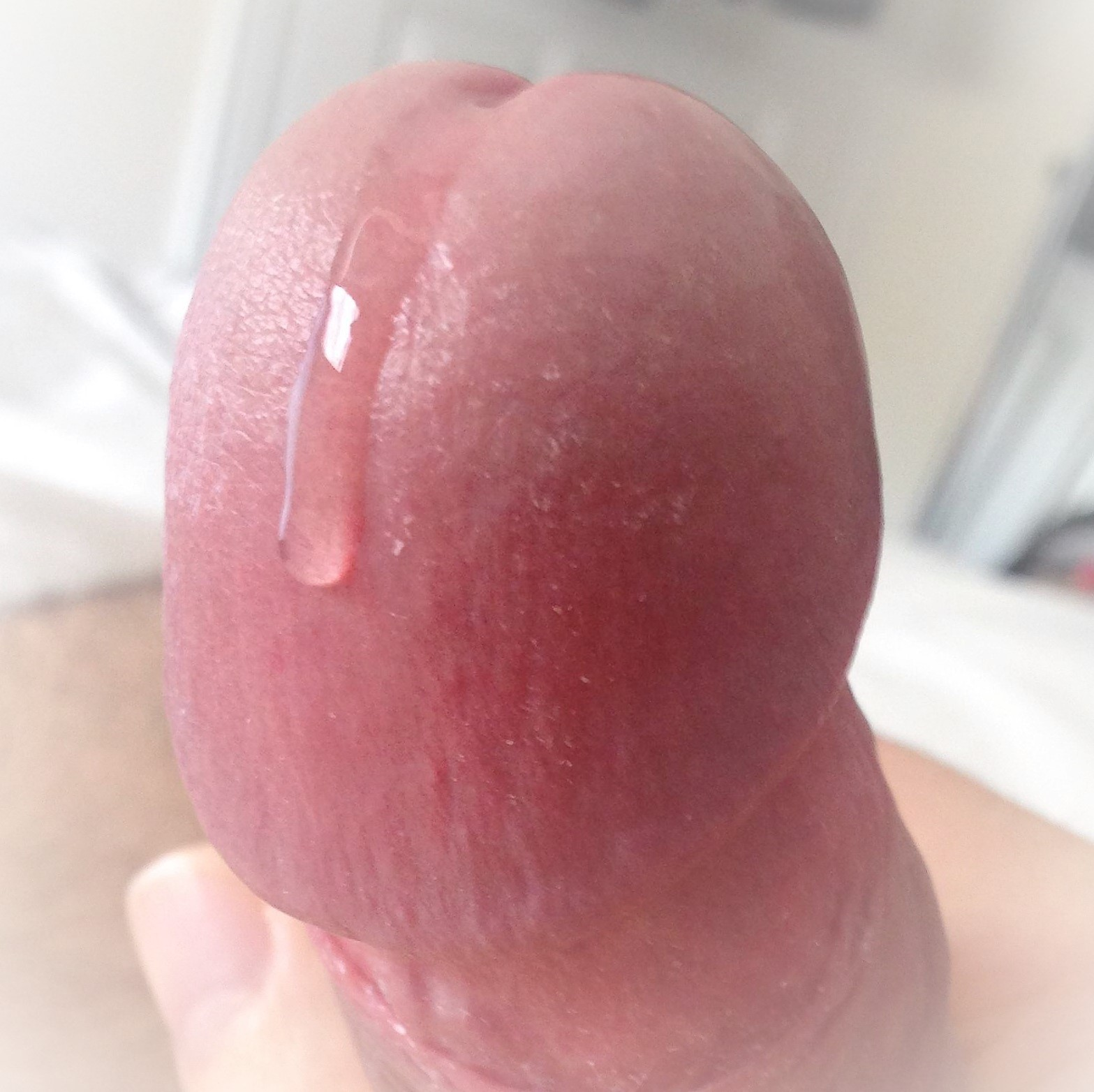
Lichid preejaculator al glandelor bulbouretrale care apare pe glandul penisului uman

Glandele bulbouretrale sunt glande tubulo-alveolare compuse, fiecare având aproximativ dimensiunea unui bob de mazăre la om. La cimpanzei, acestea nu sunt vizibile în timpul disecției, dar pot fi găsite la examinarea microscopică. La mistreți, au până la 18 cm lungime și 5 cm în diametru. Acestea sunt compuse din mai mulți lobuli ținuți împreună de o acoperire fibroasă. Fiecare lobul este format dintr-un număr de acini, căptușiți de celule epiteliale columare, care se deschid într-un canal care se unește cu canalele altor lobuli pentru a forma un singur canal excretor. Acest canal este de aproximativ 2,5 cm lungime și se deschide în uretra bulbară la baza penisului. Glandele scad treptat ca dimensiune odată cu înaintarea în vârstă. 

## Fiziologie
Glanda bulbouretrală contribuie până la 4 ml de lichid în timpul excitării sexuale. Secreția este un fluid limpede, bogat în mucoproteine, care ajută la lubrifierea uretrei distale și la neutralizarea urinei acide care rămâne în uretră.
Potrivit unui studiu preliminar, fluidul glandei bulbouretrale nu conține spermă, în timp ce un alt studiu a arătat că la unii bărbați s-a depistat spermă în cantități potențial semnificative (într-un interval de la număr mic până la 50 de milioane de spermatozoizi pe ml) în lichidul preejaculator, potențial conducând la concepție de la introducerea preejaculantului. Cu toate acestea, sursa de spermă este o scurgere reziduală sau preejaculatoare din testicule în canalul deferent mai degrabă decât din glanda bulbouretrală în sine.

## Omologie
Glande bulbouretrale pot fi omologate, din punct de vedere embriologic, cu glandele lui Bartholin (glandele vestibulare mari) la femeie. Totodată, atât glandele bulbouretrale cât și glandele vestibulare mari prezintă structură histologică similară, acinoasă, și secretă un lichid lubrifiant eliminat în timpul excitației sexuale

## Imagini suplimentare

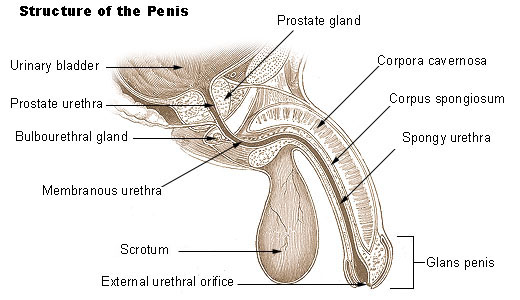
Structura penisului
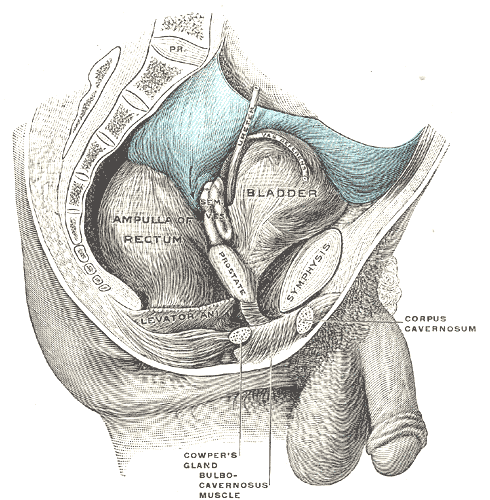
Organe pelvine masculine văzute din partea dreaptă.
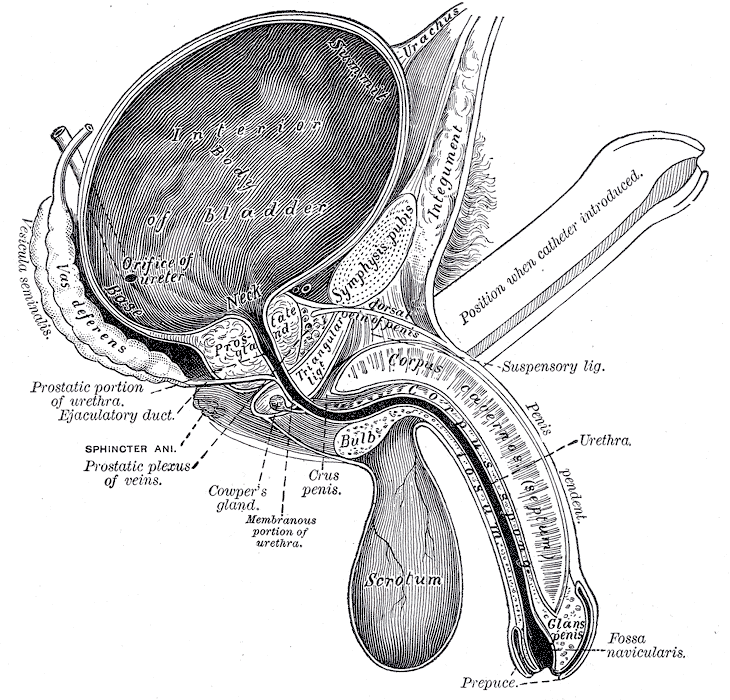
Secțiunea verticală a vezicii urinare, penisului și uretrei.
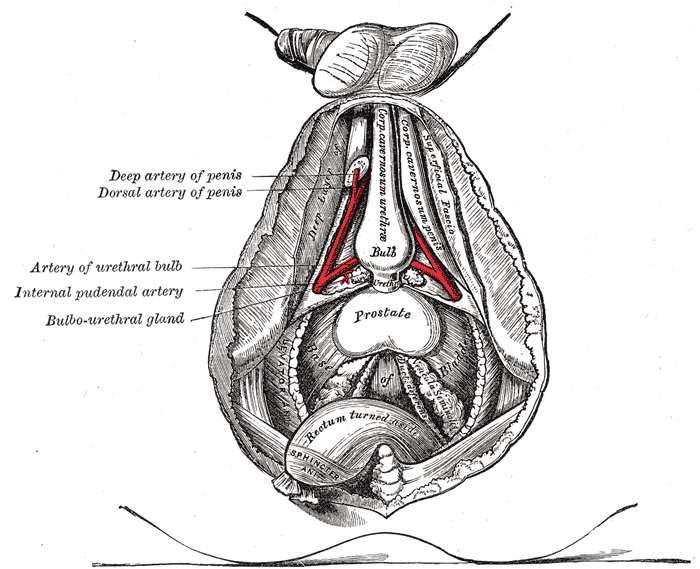
Glandă bulbouretrală marcată în centrul stânga.